# Amanece en Samaná
Amanece en Samaná es una película hispano-dominicana de comedia de 2024, dirigida por Rafa Cortés, quien la escribió en colaboración con Marta Sánchez, Javier Canales Sepúlveda, Emilio Tomé y Belén López Albert, basada en la obra de teatro Cancún de Jordi Galceran. Está protagonizada por Luis Tosar, María Luisa Mayol, Luis Zahera y Bárbara Santa-Cruz. Se estrenó el 8 de noviembre en cines españoles, con distribución de Universal Pictures España.

## Sinopsis
Dos parejas de amigos, Ale (María Luisa Mayol) y Santi (Luis Tosar), y Natalia (Bárbara Santa-Cruz) y Mario (Luis Zahera), celebran con unas vacaciones en Samaná (República Dominicana) que hace veinte años que están juntos. Allí se ponen al día, salen de fiesta y reconectan como amigos.
Ale, con las alas que le dan el ron y la felicidad de estar con sus amigos, decide que ha llegado el momento de confesar que, la noche que se conocieron los cuatro, ella hizo trampas para acabar con Santi, que inicialmente ligó con Natalia, mientras era Mario el que intentaba ligar con ella. Ale da por hecho que, después de veinte años de relación, tomarán su confesión como la pequeña travesura que supuso el primer paso hacia la felicidad de todos.
Pero las cosas no salen así, y la noche termina con una gran decepción. Al día siguiente, Ale amanece con una fuerte resaca, algo confundida, sin la menor pista de hasta qué punto va a tener que enfrentarse a las consecuencias de su acción.

## Reparto
- Luis Tosar como Santi
- María Luisa Mayol como Ale
- Luis Zahera como Mario
- Bárbara Santa-Cruz como Natalia

## Producción
La cinta es una adaptación de la obra de teatro Cancún de Jordi Galceran. Es una coproducción hispano-dominicana de Ron Vino y Miel AIE con la colaboración de Un nombre como este, Materia Cinema, Quexito Films y Federación España, y con la participación de Movistar Plus. Fue rodada íntegramente en República Dominicana.

## Lanzamiento
Con distribución de Universal Pictures, la película se estrenó en cines en España el 8 de noviembre de 2024.